# Chapelle Sainte-Marguerite de La Gaillarde
La chapelle Sainte-Marguerite-du-Dun est une chapelle située à la sortie du village de La Gaillarde (Seine-Maritime), en contrebas de la route qui mène à la mer.

## Historique
Ce serait l’un des plus anciens édifices religieux du pays de Caux encore en place actuellement. Sa construction s’étendrait de la fin du XIe siècle au début du XIIe siècle. Nous ne savons rien de sa construction ni de son commanditaire. Elle aurait été donnée en aumône à l'abbaye de Fécamp par un certain Raoul de Caux. Plusieurs fonctions possibles ont été mises en avant au cours des XVIIIe et XIXe siècles ; une tradition voit en elle la chapelle d’une léproserie mais l'abbé Cochet y voit plutôt une chapelle seigneuriale. Bien qu’il y ait eu plusieurs maladreries dans la vallée du Dun, il n’a jamais été question de léproserie à La Gaillarde dans le cartulaire de Fécamp. Plusieurs actes démontrent qu'elle dépendait d'une seigneurie, celle de « Cour-le-Comte ». Le seigneur avait le droit de patronage mais les bénéfices revenaient à l'abbaye de Fécamp.